# Dominika Kulczyk

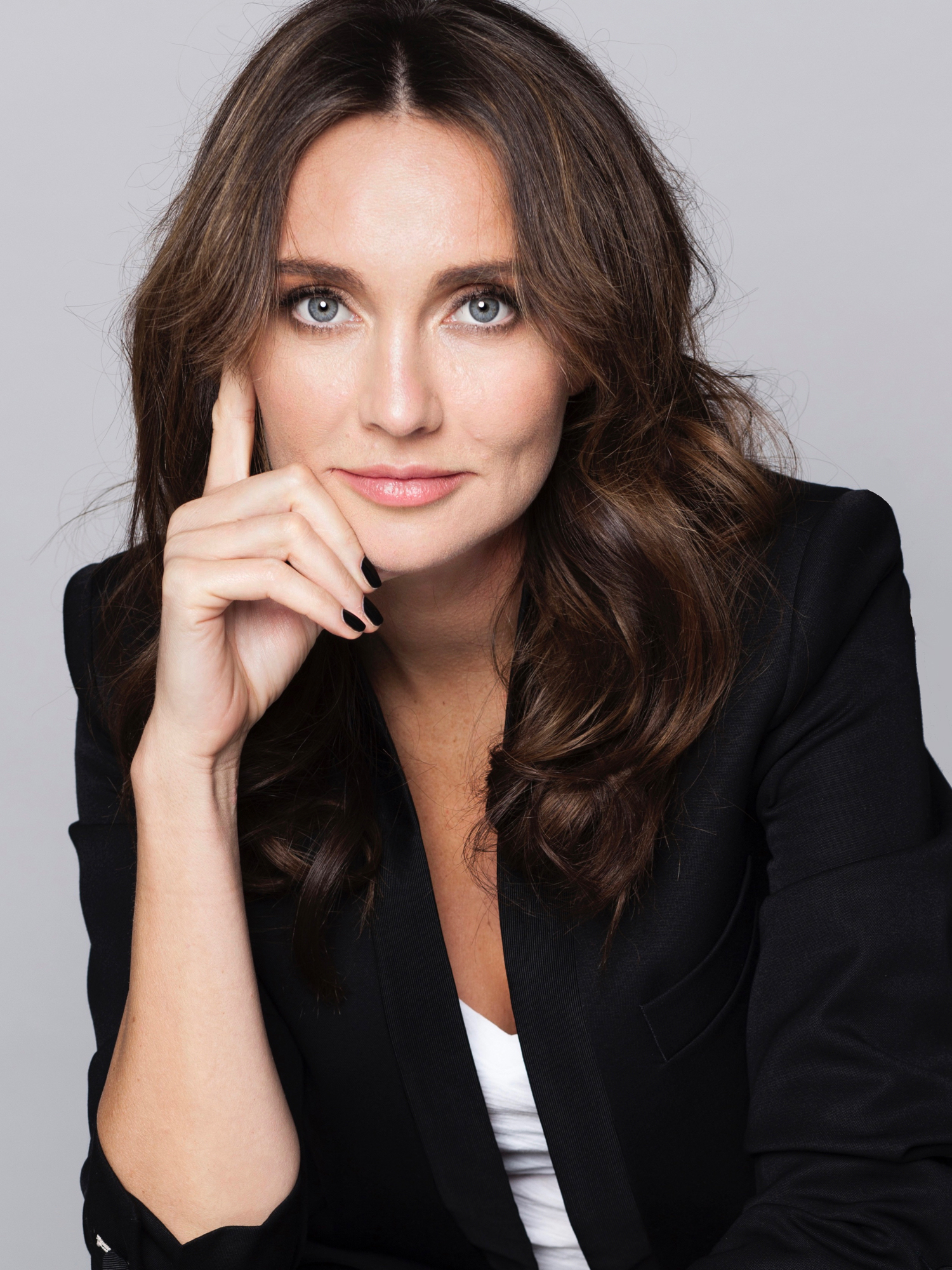
Dominika Kulczyk, 2016

Dominika Kulczyk (* 30. Juli 1977 in Poznań) ist eine polnische Unternehmerin und Milliardärin.

## Ausbildung
Kulczyk besuchte das Karol-Marcinkowski-Gymnasium in Poznań. Sie hat einen Abschluss in Sinologie der Fakultät für Orientalistik und einen Abschluss in Politikwissenschaft der Fakultät für Politikwissenschaft und Journalismus der Adam-Mickiewicz-Universität in Poznań. Zwischen 1999 und 2000 besuchte sie einen Kurs in Mandarin-Chinesisch an zwei chinesischen Universitäten, der Huadong Shifan University und der Peking University. Nach ihrem Studium setzte sie ihre Ausbildung am London Institute fort und absolvierte einen von der Rockefeller Foundation organisierten Kurs über strategische Philanthropie.

## Karriere
Zwischen 2010 und 2017 war Kulczyk Präsidentin der polnischen Niederlassung von Green Cross International.
Kulczyk ist Mitbegründerin und Präsidentin der 2013 gegründeten Kulczyk-Stiftung, einer philanthropischen Organisation, die mit polnischen und internationalen Nichtregierungsorganisationen zusammenarbeitet.
Im Juni 2013 wurde sie Mitglied des Aufsichtsrats von Kulczyk Investments.
Von 2013 bis 2016 war sie Vizepräsidentin des Polnischen Olympischen Komitees.
Im Juli 2018 wurde sie Mehrheitsaktionärin der Polenergia SA und Vorsitzende des Aufsichtsrates des Unternehmens.

## Privates
Dominika Kulczyk ist die Tochter von Jan Kulczyk und Grażyna Kulczyk sowie die Schwester von Sebastian Kulczyk. Von 2001 bis 2013 war sie mit Jan Lubomirski-Lanckoroński verheiratet. Sie haben zwei gemeinsame Kinder.
Dominika Kulczyk lebt in Warschau. Zudem soll sie im Februar 2020 ein Haus in Knightsbridge für 57,5 Millionen Pfund gekauft haben.

## Vermögen
Im Januar 2022 schätzte Forbes ihr Vermögen auf 2,1 Milliarden US-Dollar.